# مويرا أورفاي
مويرا أورفاي (بالإيطالية: Moira Orfei)‏ (مواليد 21 ديسمبر 1931 في إيطاليا - 15 نوفمبر 2015 في بريشا)، هي ممثلة شعبية وشخصية تلفزيونية إيطالية. واعتبرت مويرا ملكة السيرك الإيطالي.

## وصلات خارجية
- الموقع الإلكتروني
- مويرا أورفاي على موقع IMDb (الإنجليزية)
- مويرا أورفاي على موقع ألو سيني (الفرنسية)
- مويرا أورفاي على موقع أول موفي (الإنجليزية)
- مويرا أورفاي على موقع قاعدة بيانات الأفلام السويدية (السويدية)
- مويرا أورفاي على موقع ديسكوغز (الإنجليزية)
- مويرا أورفاي على موقع قاعدة بيانات الفيلم (الإنجليزية)
- مويرا أورفاي على موقع كينوبويسك (الروسية)